# Матчи СССР — США по борьбе 1984
Матчи СССР — США по борьбе в 1984 году включали в себя 6 встреч по вольной борьбе — по три в СССР и США. Из этой серии первая окончилась вничью, а остальные выиграла сборная СССР.
Тренером сборной на тот момент был Иван Ярыгин.
| Дата      | Место            | Арена                     | Победитель | Счёт |
| --------- | ---------------- | ------------------------- | ---------- | ---- |
| январь    | Орджоникидзе     |                           | ничья      | 5:5  |
| 31 января | Грозный          | Грозненский цирк          | СССР       | 8:2  |
| 9 февраля | Ташкент          | Дворца спорта «Юбилейный» | СССР       | 7:3  |
| 28 марта  | Эванстон         | «Welsh-Ryan Arena»        | СССР       | 8:2  |
| 4 апреля  | Колорадо-Спрингс | «Olympic Sports Center»   | СССР       | 8:2  |
| 8 апреля  | Юниверсити-Парк  | «Rec Hall»                | СССР       | 6:4  |

## Орджоникидзе
Матч прошёл в январе и завершился со счётом 5:5. Свои схватки выиграли, в частности, Владимир Дзугутов (до 74 кг) и Лери Хабелов (до 100 кг).

## Грозный
Матч прошёл 31 января в грозненском цирке и завершился победой советских борцов со счётом 8:2. В зачёт шла только одна победа в каждой весовой категории.
| Весовая категория | Победитель        | Соперник          | Результат              |
| ----------------- | ----------------- | ----------------- | ---------------------- |
| до 48 кг          | Б. Уивер          | Василий Гоголев   |                        |
| до 48 кг          | Пётр Христофоров  | К. Ванни          |                        |
| до 52 кг          | Рахим Новрузов    | Р. Виллинхэм      |                        |
| до 57 кг          | Гурген Багдасарян | Б. Дэвис          |                        |
| до 57 кг          | Осман Эфендиев    | Д. Азеведо        | за явным преимуществом |
| до 68 кг          | Михаил Харачура   | Н. Карр           | чистая победа          |
| до 68 кг          | Абдулла Магомедов | Л. Зелецки        |                        |
| до 74 кг          | Тарам Магомадов   | Лерой Кемп        |                        |
| до 74 кг          | Лукман Жабраилов  | Дейв Шульц        |                        |
| до 90 кг          | Ваха Евлоев       | Эд Банах          | чистая победа          |
| до 90 кг          | Руслан Жабраилов  | М. Халл           |                        |
| до 100 кг         | Магомед Магомедов | Лу Банах          |                        |
| свыше 100 кг      | Брюс Баумгартнер  | Джамал Тариеладзе |                        |

## Ташкент
Встреча прошла 9 февраля во дворце спорта «Юбилейный» и завершилась победой советских борцов со счётом 7:3.
| Весовая категория | Победитель       | Соперник          | Результат |
| ----------------- | ---------------- | ----------------- | --------- |
| до 48 кг          | Б. Уивер         | Сергей Корнилаев  |           |
| до 52 кг          | Р. Виллинхэм     | Зураб Татуашвили  |           |
| до 57 кг          | Осман Эфендиев   | Флаг США          |           |
| до 62 кг          | Степан Саркисян  | Флаг США          |           |
| до 62 кг          | Хазар Исаев      | Флаг США          |           |
| до 68 кг          | Арсен Фадзаев    | Флаг США          |           |
| до 74 кг          | Лукман Жабраилов | Дейв Шульц        |           |
| до 90 кг          | Пётр Наниев      | Эд Банах          |           |
| до 100 кг         | Лери Хабелов     | Флаг США          |           |
| свыше 100 кг      | Брюс Баумгартнер | Магомед Магомедов |           |